# 敖平镇
敖平镇，是中华人民共和国四川省成都市彭州市下辖的一个乡镇级行政单位。敖平镇位于彭州市城区东北、小石河北岸，南连隆丰街道、濛阳街道，西临葛仙山镇、白鹿镇，东、北接什邡市，敖平镇1998年被成都市命名为“风筝之乡”，2001年被四川省命名为“川芎之乡”。川芎、香花醋和风筝被人们爱称为“敖平三宝” 2019年12月，撤销红岩镇，将其所属行政区域划归敖平镇管辖，敖平镇人民政府驻敖兴街85号。

## 行政区划
敖平镇下辖以下地区：
敖平场社区一社区、敖平场社区二社区、楠桥社区、平安村、石音村、兴泉村、凤泉村、鹤泉村、友谊村、紫泉村和星河村。